# Enfield and Haringey (circonscription électorale de Londres)
Circonscription territorial de 
l'Assemblée de Londres
Enfield and Haringey est une circonscription territorial de la London Assembly.
Elle recouvre les borough londoniens de Enfield et Haringey.
Son siège est actuellement détenu par Joanne McCartney du Parti travailliste.

## Membres de l'Assemblée
| Élection | Élection | Membre           | Parti        | Portrait |
| -------- | -------- | ---------------- | ------------ | -------- |
|          | 2000     | Nicky Gavron     | Travailliste |          |
|          | 2004     | Joanne McCartney | Travailliste |          |

## Résultats de l'élection
| Parti                        | Parti                        | Candidat                     | Voix    | %    | ±    |
| ---------------------------- | ---------------------------- | ---------------------------- | ------- | ---- | ---- |
|                              | Travailliste                 | Joanne McCartney             | 91,075  | 54,0 | +2.8 |
|                              | Conservateur                 | Linda Kelly                  | 39,923  | 23,7 | -2.1 |
|                              | Green                        | Ronald Stewart               | 15,409  | 9,1  | +0.6 |
|                              | Libéral Démocrate            | Nicholas da Costa            | 12,038  | 7,1  | -2.3 |
|                              | UKIP                         | Neville Watson               | 9,042   | 5,4  | +2.4 |
|                              | All People's                 | Godson Azu                   | 1,172   | 0,7  | N/A  |
| Majorité                     | Majorité                     | Majorité                     | 51,152  | 30,3 | +4.9 |
| Total des suffrages exprimés | Total des suffrages exprimés | Total des suffrages exprimés | 168,659 | 99   | +0.6 |
| Votes nuls                   | Votes nuls                   | Votes nuls                   | 1,660   | 1    | -0.6 |
| Participation                | Participation                | Participation                | 170 319 | 45   | +6.7 |

| Parti                        | Parti                        | Candidat                     | Voix    | %    | ±     |
| ---------------------------- | ---------------------------- | ---------------------------- | ------- | ---- | ----- |
|                              | Travailliste                 | Joanne McCartney             | 74,034  | 51,2 | +17.9 |
|                              | Conservateur                 | Andy Hemsted                 | 37,293  | 25,8 | -6.6  |
|                              | Libéral Démocrate            | Dawn Barnes                  | 13,601  | 9,4  | -5.5  |
|                              | Green                        | Peter Krakowiak              | 12,278  | 8,5  | +0.6  |
|                              | UKIP                         | Peter Staveley               | 4,298   | 3,0  | +0.1  |
|                              | BNP                          | Marie Nicholas               | 3,081   | 2,1  | N/A   |
| Majorité                     | Majorité                     | Majorité                     | 36,741  | 25,4 | +24.6 |
| Total des suffrages exprimés | Total des suffrages exprimés | Total des suffrages exprimés | 144,585 | 98.4 |       |
| Votes nuls                   | Votes nuls                   | Votes nuls                   | 2,288   | 1.6  |       |
| Participation                | Participation                | Participation                | 146,873 | 38,3 | -7.7  |

| Parti         | Parti                         | Candidat             | Voix    | %    | ±     |
| ------------- | ----------------------------- | -------------------- | ------- | ---- | ----- |
|               | Travailliste                  | Joanne McCartney     | 52,665  | 32,5 | +3.3  |
|               | Conservateur                  | Matthew Laban        | 51,263  | 31,7 | +3.8  |
|               | Libéral Démocrate             | Monica Whyte         | 23,550  | 14,6 | –2.4  |
|               | Green                         | Pete McAskie         | 12,473  | 7,7  | –1.2  |
|               | Christian (Christian Peoples) | Segun Johnson        | 5,779   | 3.6  | +0.5  |
|               | Left List                     | Sait Akgul           | 5,639   | 3,5  | N/A   |
|               | UKIP                          | Brian Hall           | 4,682   | 2,9  | –6.3  |
|               | Démocrates anglais            | Teresa Cannon        | 2,282   | 1,4  | N/A   |
| Majorité      | Majorité                      | Majorité             | 1,402   | 0,8  | –0.5  |
| Participation | Participation                 | Participation        | 161,837 | 46,0 | +12.2 |
|               | Travailliste retenir          | Travailliste retenir | Swing   |      |       |

| Parti         | Parti                | Candidat             | Voix    | %    | ±    |
| ------------- | -------------------- | -------------------- | ------- | ---- | ---- |
|               | Travailliste         | Joanne McCartney     | 33,955  | 29,2 | –3.0 |
|               | Conservateur         | Peter Forrest        | 32,381  | 27,9 | –1.3 |
|               | Libéral Démocrate    | Wayne Hoban          | 19,720  | 17,0 | +3.6 |
|               | UKIP                 | Brian Hall           | 10,652  | 9,2  | N/A  |
|               | Green                | Jayne Forbes         | 10,310  | 8,9  | –1.2 |
|               | Respect              | Sait Akgul           | 6,855   | 5,9  | N/A  |
|               | Christian Peoples    | Peter Wolstenholme   | 2,365   | 3,1  | N/A  |
| Majorité      | Majorité             | Majorité             | 1,574   | 1,3  | –1.8 |
| Participation | Participation        | Participation        | 116,238 | 33,8 | +3.0 |
|               | Travailliste retenir | Travailliste retenir | Swing   |      |      |

| Parti         | Parti                                  | Candidat       | Voix    | %    | ±   |
| ------------- | -------------------------------------- | -------------- | ------- | ---- | --- |
|               | Travailliste                           | Nicky Gavron   | 34,509  | 32,2 | N/A |
|               | Conservateur                           | Peter Forrest  | 31,207  | 29,2 | N/A |
|               | Libéral Démocrate                      | Sean Hooker    | 14,319  | 13,4 | N/A |
|               | Independent pro-Ken Livingstone        | Richard Course | 12,581  | 11,8 | N/A |
|               | Green                                  | Peter Budge    | 10,761  | 10,0 | N/A |
|               | London Socialist                       | Mark Steel     | 3,671   | 3,4  | N/A |
| Majorité      | Majorité                               | Majorité       | 3,302   | 3,1  | N/A |
| Participation | Participation                          | Participation  | 107,048 | 30,8 | N/A |
|               | Conservateur vainqueur (nouveau siège) |                |         |      |     |